# Patyčka rosolovitá
Patyčka rosolovitá (Leotia lubrica (Scop.) Pers. 1797) je vřeckovýtrusná houba z čeledi patyčkovité (Leotiaceae) gumovité konzistence a žlutého zbarvení.

## Popis

### Makroskopický

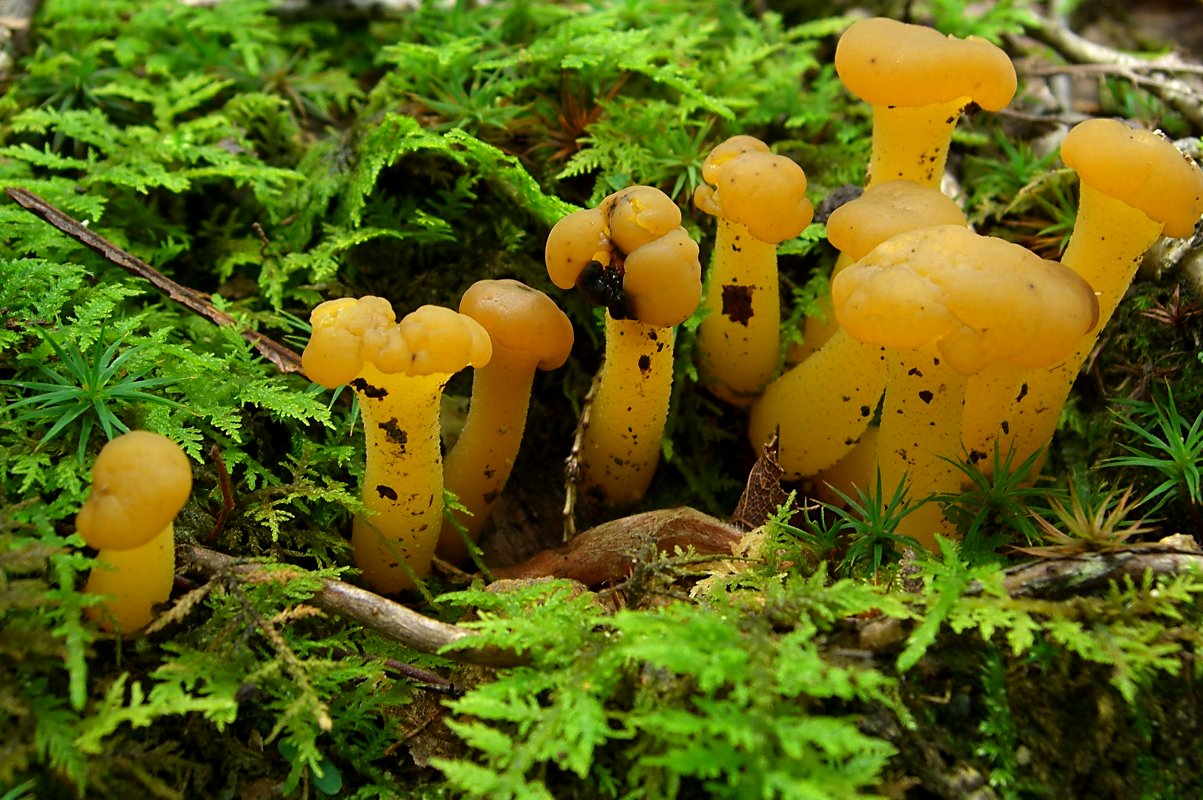
Skupina plodnic patyčky rosolovité (Leotia lubrica)

Plodnice je apothecium, rozlišené na třeňovitou a klouboukovitou část, palicovitého tvaru a pružné, gumovité konsistence. Její výška činí asi 1–8 cm. Třeň je dosti dlouhý (až 8 cm), má válcovitý, někdy mírně zploštělý průřez. Jeho povrch je občas drobně zrnkovaný, za vlhka slizký. Zbarven je jasně žlutě či žlutoranžově, jen na bázi je někdy bledší. Na vrchu třeň plynule šikmo přechází v poměrně drobnou kloboukovitou část, jež je stejně gumovité konsistence jako třeň. Má okrouhlý, oblý, bochánkovitý, často poněkud zploštělý tvar a je nepravidelně zprohýbána a zbrázděna, někdy až mozkovitě. Okraje jsou zpravidla oble laločnatě rozdělené a podvinuté. Průměr klobouku činí 0,5–2 cm. Zbarvení je jasně žluté, žlutooranžové, později přecházející do hnědožluté až olivově zelené; za vlhka je klobouk výrazně slizký. Svrchní stranu klobouku pokrývá hymenium.
Dužnina je velmi pružná, rosolovitá, průsvitně nažloutlá. Nemá výraznější chuť ani vůni.

### Mikroksopický
Výtrusy, uložené ve vřeckách obvykle po osmi, jsou úzce elipsoidní, velké 15–25 × 4–6 µm, v čase zralosti septy rozdělené na několik částí.

## Výskyt
Patyčka rosolovitá vyrůstá hromadně, ve skupinách a trsech, v listnatých, zejména bukových, ale i jehličnatých lesích, a to obvykle na vlhkých místech z půdy či trouchnivějícího dřeva. Vyskytuje se poměrně hojně, roste od června do listopadu.

## Použití
Je uváděna jako jedlá , vhodná např. k nakládání do octa , jiní autoři jí pro drobný vzrůst a roslovitou dužninu naopak za vhodnou ke sběru nepovažují.

## Podobné druhy
- Patyčka černozelená (Leotia atrovirens) je blízce příbuzný, avšak velmi vzácný druh horských listnatých lesů. Odlišuje se tmavě zeleným zbarvením klobouku.[8][9]
- Poněkud podobná je i vzácná lopatička kyjovitá (Spathularia flavida), rovněž žlutě zbarvená, avšak s kloboukovitou částí zploštělou a vertikálně orientovanou.[8]
- Vzácná čapulka bahenní (Mitrula paludosa), rostoucí v čistých horských prameništích, je křehká, má průsvitný třeň a její žlutý klobouk je oválný, vyšší než je široký.